# Scarodytes margaliti
Scarodytes margaliti is een keversoort uit de familie waterroofkevers (Dytiscidae). De wetenschappelijke naam van de soort is voor het eerst geldig gepubliceerd in 1977 door Wewalka.